# Edvaldo Nogueira
Edvaldo Nogueira Filho (Pão de Açúcar, 25 de janeiro de 1961) é um político brasileiro filiado ao PDT, partido em que se filiou após 39 anos de militância no PCdoB. Foi Prefeito por duas vezes em Aracaju, capital de Sergipe, cargo que ocupou entre 31 de março de 2006 a 31 de dezembro de 2012 e de 1º de Janeiro de 2017 até 31 de Dezembro de 2024.

## Biografia
Estudou Medicina na Universidade Federal de Sergipe até o quinto ano, foi estagiário no Hospital Cirurgia e membro da equipe de cirurgia cardíaca do Dr. José Teles de Mendonça. Começou a sua militância política nos tempos da universidade. Foi secretário-geral e presidente do DCE; foi membro do Conselho do Ensino e de Pesquisa da UFS.
Foi filiado ao Partido Comunista do Brasil (PCdoB)  por 39 anos, desfiliando-se do partido em janeiro de 2020. Nove dias mais tarde, oficializou sua filiação ao Partido Democrático Trabalhista (PDT).

## Carreira política
Pelo PCdoB, elegeu-se vereador em Aracaju no pleito de novembro de 1988 e foi reeleito em 1992, nas duas legislaturas presidiu a Comissão de Finanças. Também participou da Comissão de Constituição e Justiça da Câmara Municipal de Aracaju.
Foi eleito vice-prefeito de Aracaju em 2000, na chapa encabeçada por Marcelo Déda. Em 2004 foi reeleito vice-prefeito pela mesma chapa. Com a renúncia de Marcelo Déda para disputar o governo do estado, assumiu a prefeitura, tornando-se o primeiro militante do PCdoB a administrar uma capital brasileira.
Em outubro de 2008, disputou com sucesso o cargo de prefeito de Aracaju, sendo eleito no primeiro turno das eleições, com 140. 962 votos, correspondentes a 51,72% da preferência do eleitorado aracajuano, contando com o então presidente da EMURB, Silvio Santos do PT, como seu companheiro de chapa . Tomou posse em janeiro do ano seguinte, agradecendo em seu discurso o apoio do amigo e então governador sergipano Marcelo Deda, e pontuando que sua vitória no primeiro turno revelava a concordância do povo de Aracaju com o modelo democrático de gestão com que vinha conduzindo a prefeitura.
No pleito municipal de outubro de 2012 apoiou o candidato Valadares Filho, do Partido Socialista Brasileiro (PSB), derrotado no primeiro turno por João Alves, do Democratas (DEM), eleito com 52,72% dos votos. Edvaldo Nogueira voltou a disputar as eleições de 2014, concorrendo ao cargo de deputado federal. Nessa ocasião, obteve 36. 570 votos, que lhe garantiram uma suplência na Câmara dos Deputados.
Em 2016, Edvaldo Nogueira novamente concorreu à prefeitura de Aracaju, vencendo, em segundo turno, a disputa com seu ex-aliado, Valadares Filho. Nogueira recebeu 52,11% dos votos e contou com Eliane Aquino, ex-primeira-dama de Aracaju e de Sergipe, como companheira de chapa.
Em 2020, Edvaldo Nogueira desfiou-se do PcdoB, e concorreu à prefeitura de Aracaju pela 4º vez, desta vez representando o PDT, vencendo a eleição no segundo turno, que foi disputado contra a delegada Danielle Garcia (Cidadania). Nogueira recebeu 57,86% dos votos e contou com a delegada Katarina Feitoza (PSD) como companheira de chapa.